# Pulverturm (Straubing)
Der Pulverturm in Straubing ist Teil der mittelalterlichen Stadtbefestigung.
Der runde Wehrturm aus Ziegelstein mit Kegeldach stammt aus dem Ende des 15. Jahrhunderts und bildet die Nordwestecke der Umfassung der Altstadt.

## Umnutzungen
Im 19. Jahrhundert wurde der Pulverturm von der Landwehr als Zeughaus genutzt. Von 1845 an gab es im Pulverturm museale Darstellungen von Gegenständen aus diesem Zeughaus, was den Beginn der Sammlungsgeschichte des Gäubodenmuseums markiert. Seit 1963 dient der Pulverturm als „Ehrenmal für alle Opfer des Ersten und Zweiten Weltkriegs und des Nationalsozialismus“. Im Inneren befindet sich die Bronzegruppe „Opfer und Leidtragende“ von Karl Reidel.

## Namensgeber
Das Eisstadion am Pulverturm erhielt seinen Namenszusatz nach dem nahegelegenen Turm.